# Chrysolina suffriani
Chrysolina suffriani é uma espécie de artrópode pertencente à família Chrysomelidae.